# Olivia Nobs
Olivia Nobs (nascida no dia 18 de novembro de 1982 em La Chaux-de-Fonds; Neuchâtel) é uma snowboarder suíça, medalhista olímpica e mundial na modalidade boardercross (ou snowboard cross).

## Jogos Olímpicos
Sua primeira participação em Jogos Olímpicos foi na edição de 2006, quando começou bem terminando em sétimo lugar na primeira fase e classificando-se para as quartas-de-final; apesar disso não conseguiu passar para a semi-final e ficou com a 11° posição.
Já nos Jogos Olímpicos de Inverno de 2010, começou bem classificando-se em 4° lugar na qualificatória e indo para as quartas-de-final; nas quartas de final conseguiu ficar em primeiro em sua bateria, indo então às semi-finais, na qual terminou na 2° colocação e foi para a grande final, com o qual foi superada por apenas duas atletas e ficou com a medalha de bronze.

## Campeonato Mundial
No Campeonato Mundial de Snowboard FIS, em Gangwon 2009, conseguiu a medalha de prata.